# Пасиков, Владимир Маркович
Владимир Маркович Пасиков (10.08.1922 — 15.01.1984) — разведчик; командир отделения взвода пешей разведки 933-го стрелкового полка 254-й стрелковая дивизия 2-го Украинского фронта, сержант.

## Биография
Родился 10 августа 1922 года в деревне Никольск Горецкого района Могилёвской области Белоруссии в крестьянской семье. Белорус. Окончил 7 классов. Работал в колхозе, затем на железной дороге.
В Красной Армии и в боях Великой Отечественной войны с сентября 1941 года. Оборонял Ленинград, Москву, сражался на Ленинградском, 2-м и 1-м Украинских фронтах.
Разведчик 933-го стрелкового полка младший сержант Владимир Пасиков во главе группы разведчиков в ночь на 31 мая 1944 года северо-западнее румынского города Яссы проник на высоту, обороняемую неприятелем. Разведчики под командованием младшего сержанта Пасиков выявили расположение огневых точек, гранатами забросали блиндаж, уничтожив свыше отделения солдат противника.
Приказом по 254-й стрелковой дивизии от 14 июня 1944 года за мужество и отвагу проявленные в боях младший сержант Пасиков Владимир Маркович награждён орденом Славы 3-й степени.
Командир отделения взвода пешей разведки 933-го стрелкового полка сержант Владимир Пасиков с разведчиками вверенного ему отделения 21 августа 1944 года в бою за населённый пункт Воровештий, расположенный в десяти километрах западнее румынского города Яссы, гранатами и огнём из автоматов истребил до десяти вражеских пехотинцев, а четверых взял в плен.
Приказом по 4-й гвардейская армии от 29 сентября 1944 года за мужество и отвагу проявленные в боях сержант Пасиков Владимир Маркович награждён орденом Славы 2-й степени.
12-13 января 1945 года командир отделения взвода пешей разведки 933-го стрелкового полка сержант Владимир Пасиков при освобождении польского города Хмельник личным примером первым поднял бойцов в атаку, первым ворвался во вражескую траншею, в боях сразил шестерых противников, а двоих взял в плен.
Указом Президиума Верховного Совета СССР от 10 апреля 1945 года за образцовое выполнение заданий командования в боях с немецко-вражескими захватчиками сержант Пасиков Владимир Маркович награждён орденом Славы 1-й степени, став полным кавалером ордена Славы.
В 1947 году старшина Пасиков демобилизован. Вернулся в родную деревню деревне Никольск Горецкого района Могилёвской области Белоруссии. Работал бригадиром полеводческой бригады, с 1964 года — трактористом в колхозе. Скончался 15 января 1984 года.
Награждён орденами Славы 1-й, 2-й, 3-й степени, медалями.